# Mamma, perdonami!
Mamma perdonami! è un film del 1953 diretto da Giuseppe Vari.

## Produzione
Si tratta di un tipico melodramma sentimentale, filone cinematografico, comunemente detto strappalacrime, molto in voga in quel periodo tra il pubblico italiano (in seguito ribattezzato dalla critica con il termine neorealismo d'appendice).

## Accoglienza
Raggiunse le sale cinematografiche italiane a partire dal 3 dicembre del 1953.